# La donna del mistero (film 1935)
La donna del mistero (Mystery Woman ) è un film del 1935, diretto da Eugene Forde. Prodotto dalla Fox Film Corporation, aveva come interpreti Mona Barrie, Gilbert Roland, John Halliday, Rod La Rocque, Misha Auer.

## Trama
Il capitano francese Jacques Benoit, accusato falsamente di aver sottratto dei documenti top secret, viene condannato alla detenzione a vita all'Isola del Diavolo. Sua moglie Margaret cerca le prove che possano scagionarlo. Sospetta che le carte scomparse siano in possesso del milionario Theodore Van Wyke e lo segue, imbarcandosi su un piroscafo diretto a New York. Anche un altro dei passeggeri, Juan Santanda, è sulle tracce dei famosi documenti. Margaret fa amicizia con Juan per cercare di recuperarli. Ci riuscirà, mentre Juan sarà ucciso dai suoi nemici. La donna può tornare in Francia con le prove dell'innocenza del marito.

## Produzione
Il film fu prodotto dalla Fox Film Corporation.

## Distribuzione
Distribuito dalla Fox Film Corporation, il film uscì nelle sale cinematografiche statunitensi l'8 gennaio 1935.